# 141.ª Brigada Mixta (Ejército Popular de la República)
La 141.ª Brigada Mixta fue una unidad creada por el Ejército Popular para la defensa de la Segunda República Española durante la guerra civil española. Participó en las batallas de Belchite, Aragón, Segre y en la Campaña de Cataluña.

## Historial
La Brigada fue creada en mayo de 1937 como reserva del Ejército del Este e integrada en la 32.ª División del X Cuerpo de Ejército. Estaba compuesta principalmente por milicianos anarquistas. Aunque su primer jefe fue el comandante de infantería Sebastián Zamora, poco después el mando de la unidad pasaría al mayor de milicias Eduardo Barceló Llacuri.
Terminada su instrucción, la brigada fue enviada al frente de Huesca. Para la Ofensiva de Zaragoza se situó en Castellnou como reserva y, el 27 de septiembre, entró en combate para apoyar a la XII Brigada Internacional en el sector de Villamayor. Más adelante Barceló sería procesado por el fusilamiento en su unidad de milicianos del POUM, lo mismo que su sucesor, el mayor de milicias Bosch Montes. En la retirada de Aragón la brigada cubría el sector de Quinto y fue desbordada por las tropas franquistas que atacaron por este punto, concentrándose sus restos en Montgay. Después intervendría en los combates de la cabeza de puente de Balaguer, situándose posteriormente en el sector de Artesa de Segre. Durante la batalla del Ebro participó uno de los batallones de la unidad tomaría parte en los combatese. 
El 14 de enero de 1939, mientras tenía lugar la Campaña de Cataluña, la brigada se hallaba posicionada en una línea defensiva intentando defender Cervera, aunque esta se perdió al día siguiente. Se retiró a Calaf y posteriormente a la zona Manresa-Vich para continuar la retirada general hacia la frontera francesa.

## Mandos
Comandantes
- Comandante Francisco del Castillo Sáenz de Tejada;[2]
- Comandante de infantería Sebastián Zamora Medina;
- Mayor de milicias Eduardo Barceló Llacuri;
- Mayor de milicias Emilio Bosch Montes;

Jefes de Estado Mayor
- Capitán de milicias Hernández Oñate;

Comisarios
- Justino Villaverde Ramos, de la CNT;[3]